# René Binot
Pour les articles homonymes, voir Binot (homonymie).
René Paul Oscar Emmanuel Virgile Binot , né à Silly (Belgique), le 8 mars 1890 et y décédé le 9 septembre 1969 fut un homme politique belge francophone libéral.
Il fut notaire à Silly à l'étude située rue de la cure devenue rue du Notariat après sa mort.
Il fut bourgmestre de Silly de 1934 à octobre 1947 puis sénateur de l'arrondissement de Mons-Soignies dès 1949,,.
il fit construire en 1938 les écoles communales de Silly, joyau architectural scolaire de l'époque.